# История почты и почтовых марок Тристан-да-Кунья
История почты и почтовых марок Тристан-да-Кунья описывает развитие почтовой связи на островах Тристан-да-Кунья, архипелаге в южной части Атлантического океана, входящем в состав британской заморской территории Острова Святой Елены, Вознесения и Тристан-да-Кунья. Первые почтовые марки выпущены в 1952 году.

## Выпуски почтовых марок
До выхода в 1952 году собственных почтовых марок в обращении были почтовые марки островов Св. Елены и Вознесения, а также Южно-Африканского Союза и Великобритании.

### Местные марки
В 1946 году местные власти подготовили серию марок, которая так и не была выпущена в обращение. Эта серия представляет собой виньетки с изображением пингвинов и валюты, которой являлся картофель. Виньетка красного цвета номиналом 4 картофелины была изображена на почтовом блоке, выпущенном в 1979 году в ознаменование столетия со дня смерти Роуленда Хилла.

### Первые почтовые марки
Первые почтовые марки Тристан-да-Кунья были выпущены 1 января 1952 года и представляли собой двенадцать почтовых марок Острова Святой Елены с надпечаткой англ. «Tristan da Cunha» («Тристан-да-Кунья»).

### Последующие выпуски
В 1953 году была эмитирована первая памятная марка Тристан-да-Кунья.
В 1954 году вышла серия стандартных марок с изображением различной тематики архипелага.
Начиная с 1963 года, почтовые марки начали выходить регулярно.
Первый почтовый блок был эмитирован в 1973 году.

## Другие виды почтовых марок

### Почтово-гербовые марки
В 1970 году и в 1971 году на островах в качестве почтовых марок использовались фискальные марки.

### Доплатные марки
С 1957 года начался выпуск доплатных марок Тристан-да-Кунья.